# فيلهلم مولر (أستاذ جامعي)
ويلهلم مولر (بالألمانية: Wilhelm Müller)‏ هو رياضياتي وفيزيائي ألماني، ولد في 25 سبتمبر 1880 في هامبورغ في ألمانيا، وتوفي في 15 يونيو 1968 في آوغسبورغ في ألمانيا.